# Іса Тенгблад
Іса Санна Маттиасдоттер Тенгблад (швед. Isa Sanna Mattiasdotter Tengblad, також відома як Іса швед. Isa стилізовано як ISA; нар. 25 квітня 1998) — шведська співачка і авторка пісень.

## Життєпис
Іса Тенгблад брала участь у шоу талантів «Зірочки» (Småstjärnornaruen), де вона намагалася наслідувати співачці Йілль Юнсон . Трансляція велася на каналі TV4. Влітку 2012 року Іса випустила сингл «Bomb». З цією піснею вона в тому ж році виступила в телевізійній програмі Sommarkryssetruen. У 2014 році співачка випустила сингл «What We Are».
Пізніше Іса з піснею «don't Stopruen» брала участь у третьому півфіналі пісенного конкурсу Melodifestivalen 2015, що проходив на стадіоні «Френдс Арена». У результаті співачка потрапила до фіналу.
22 травня 2015 року вона брала участь у голосуванні на конкурсі пісні «Євробачення-2015», ставши однією з наймолодших членкинь професійного журі серед шведської групи. Голоси журі були оголошені наступного дня після фіналу конкурсу пісні. У 2016 році взяла участь у конкурсі пісень Melodifestivalen 2016 з піснею «I Will Waitruen».

## Дискографія

### Альбом
- 2015 — don't Stop (EP)

### Сингли
| «Bomb»                                                                              | 2012 | —  | —  |                   | Неальбомные синглы |
| «What Are We»                                                                       | 2014 | —  | —  |                   | Неальбомные синглы |
| «Don't Stop»                                                                        | 2015 | 14 | 12 | - GLF: Платиновий | Don't Stop EP      |
| «Drum & Bass»                                                                       | 2015 | —  | —  |                   | Don't Stop EP      |
| «Oh My»                                                                             | 2015 | —  | —  |                   | Неальбомные синглы |
| «Let It Kill You»                                                                   | 2015 | —  | —  |                   | Неальбомные синглы |
| «I Will Wait»                                                                       | 2016 | 35 | —  | - GLF: Золотий    | Неальбомные синглы |
| «I. S. A.»                                                                          | 2017 | —  | —  |                   | Неальбомные синглы |
| «Me Too»                                                                            | 2017 | —  | —  |                   | Неальбомные синглы |
| «—» означає, що сингл не потрапив в чарти або не був випущений на певній території. |      |    |    |                   |                    |